# Michael Christopher Bolten
Michael Christopher Bolten (* 27. Juli 1991 in Portsmouth, New Hampshire) ist ein US-amerikanischer Schauspieler, Regisseur und Stuntman.

## Leben und Karriere
Michael Bolten wurde in der Stadt Portsmouth im US-Bundesstaat New Hampshire geboren. Seit 2006 ist er als Schauspieler aktiv. Er spielte zunächst die wiederkehrende Rolle eines Sportreporters in der Serie Retro News. In der Folge war er vor allem als Gastdarsteller in US-Serien zu sehen, darunter Criminal Minds, How I Met Your Mother und Without a Trace – Spurlos verschwunden. Er spendet regelmäßig Teile seines Einkommens an die Organisation World Vision International, die Grundnahrungsmittel für unterprivilegierte Kinder weltweit bereitstellt. Eine seiner bekanntesten Rollen spielte er 2010 als Mark Baker in dem Film Verliebt und ausgeflippt.
Zwischen 2006 und 2011 engagierte Bolten sich auch als Stuntman für die Serie Miss Behave und den Fernsehfilm Abe & Bruno. 2014 folge sein Regiedebüt. Er inszenierte den Kurzfilm Whole Foods Anger Management.

## Filmografie (Auswahl)
- 2006: Retro News (Fernsehserie, 13 Episoden)
- 2007: Medium – Nichts bleibt verborgen (Medium, Fernsehserie, Episode 3x07)
- 2007: The Woods Have Eyes
- 2008: Without a Trace – Spurlos verschwunden (Without a Trace, Fernsehserie, Episode 7x03)
- 2008: How I Met Your Mother (Fernsehserie, Episode 4x06)
- 2009: Saving Grace (Fernsehserie, Episode 2x10)
- 2009: Trauma (Fernsehserie, Episode 1x07)
- 2010: Criminal Minds (Fernsehserie, Episode 5x13)
- 2010: Letters to God
- 2010: Verliebt und ausgeflippt (Flipped)
- 2011–2012: Miss Behave (Fernsehserie, 8 Episoden)
- 2015: Confessions of a Prodigal Son
- 2015: Sharknado 3